# Ilz (dopływ Dunaju)
Ilz – rzeka w Niemczech w Bawarii. Lewy dopływ Dunaju. Powstaje z połączenia dwóch rzek wypływających z Narodowego Parku Lasu Bawarskiego: Große Ohe i Kleine Ohe. Długość rzeki 37,2 km (razem z rzeką Große Ohe –  około 62 km). Uchodzi do Dunaju w mieście Pasawa w Bawarii.